# Boliarov
Boliarov – wieś (obec) na Słowacji położona w kraju koszyckim, w powiecie Koszyce-okolice. Pierwsze wzmianki o miejscowości pochodzą z roku 1289. 
Według danych z dnia 31 grudnia 2012, wieś zamieszkiwało 816 osób, w tym 401 kobiet i 415 mężczyzn.
W 2001 roku pod względem narodowości i przynależności etnicznej 98,08% mieszkańców stanowili Słowacy.
Ze względu na wyznawaną religię struktura mieszkańców kształtowała się w 2001 roku następująco:
- Katolicy rzymscy – 27,4%
- Grekokatolicy – 0,87%
- Ewangelicy – 29,67%
- Ateiści – 0,17%
- Nie podano – 41,36%